# Мадагаскарський план

Мадагаскар біля східного узбережжя Африки

План «Мадагаскар» (нім. Madagaskarplan) — план, що розроблявся в Третьому Рейху по депортації євреїв з Європи на острів Мадагаскар.

## Історія
Вперше мову про «очищення» Європи шляхом примусового виселення євреїв на Мадагаскар завів в 1885 році Пауль де Лагард. У 1920-ті роки його пропозицію обговорювали такі антисемітські налаштовані діячі, як Арнольд Ліз. Перемир'я з Францією влітку 1940 року відкрило нацистам можливість вимагати у переможеної держави надання Мадагаскару для створення своєрідного «супергетто».
Головним «мотором» мадагаскарського плану виступав дипломат Франц Радемахер. У своєму меморандумі на ім'я М. Лютера він пропонував змусити повалену Францію дати згоду на еміграцію євреїв на Мадагаскар. Перевага цього рішення, на думку Радемахера, складалася в можливості перетворити євреїв в заручників, щоб в разі необхідності шантажувати їх долею єврейського кола США.
Ініціатива Радемахера мусувалася верхівкою Рейху протягом усього літа. В обговоренні брали участь Адольф Гітлер, Генріх Гіммлер, Рейнгард Гейдріх, Йоахім фон Ріббентроп, а також Беніто Муссоліні. Доопрацюванням плану було доручено займатися співробітнику гестапо Адольфу Айхману. У проєкті від 15 серпня він пропонував, відповідно до політики чотирирічного плану, переселяти на Мадагаскар по мільйону європейських євреїв на рік. Управління колонією Айхман планував передати в руки СС.
Тривала битва за Британію поставила виконання плану під загрозу. Для німецького керівництва ставало очевидно, що Крігсмаріне найближчим часом буде зайнятий виконанням бойових завдань, а не транспортуванням євреїв в Африку. Мадагаскарська операція союзників остаточно зняла з порядку денного пропозицію Радемахера, вже і без того втрачену актуальність в зв'язку з «остаточним розв'язанням єврейського питання».